# Serpenticobitis
Serpenticobitis là một chi nhỏ chứa 3 loài "cá chạch" có ở Lào và Thái Lan.. Nó là chi duy nhất của họ mới tạo ra năm 2012 là Serpenticobitidae.

## Các loài
- Serpenticobitis cingulata T. R. Roberts, 1997: Có trong lưu vực sông Mê Kông tại miền bắc Lào và Thái Lan.
- Serpenticobitis octozona T. R. Roberts, 1997: Loài điển hình của chi, chỉ có ở lưu vực sông Mê Kông phần thuộc Lào.
- Serpenticobitis zonata Kottelat, 1998: Có ở lưu vực các sông Se Bangfai (phụ lưu sông Mê Kông) và Se Banghiang ở Lào.